# STS-107

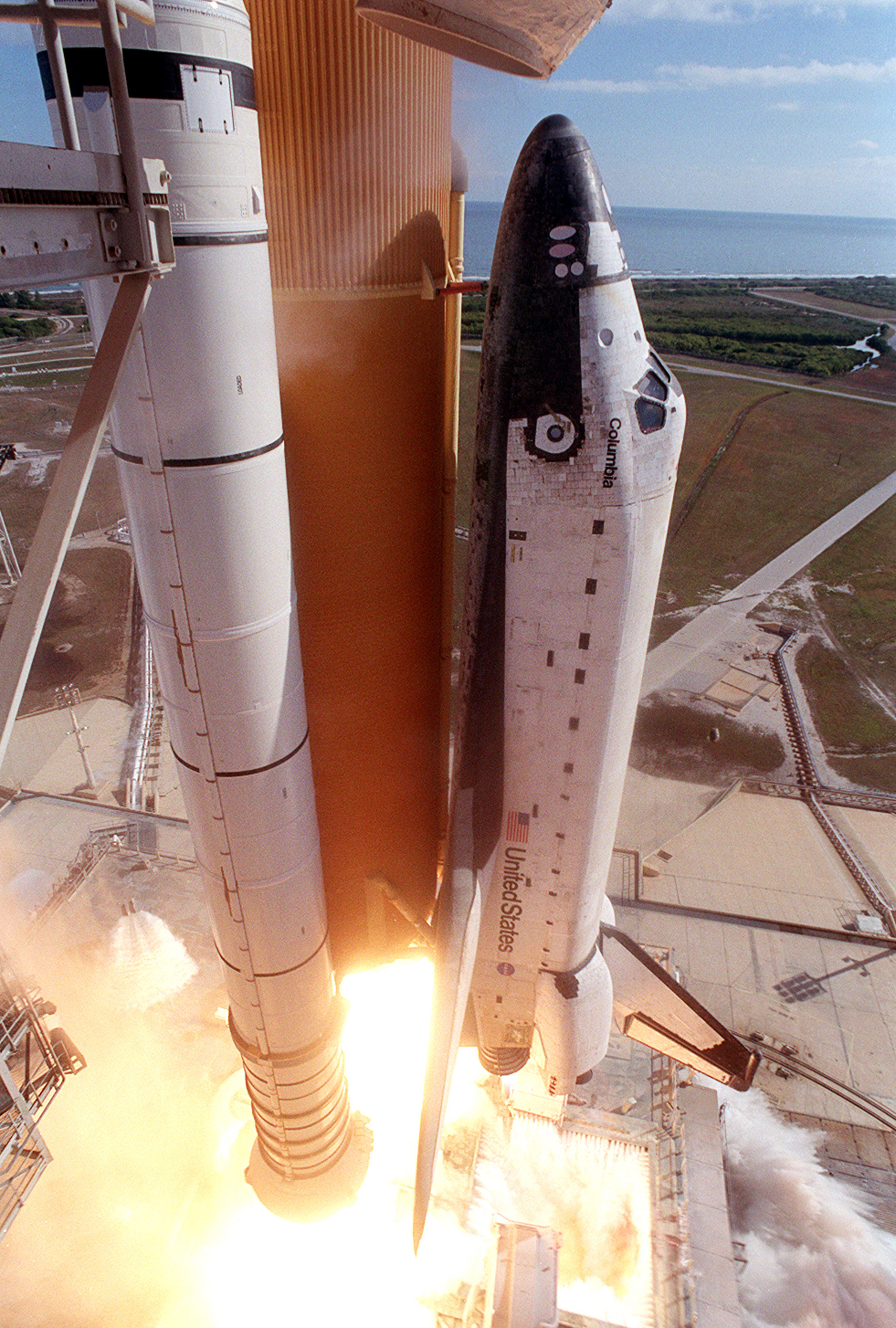
컬럼비아 우주왕복선의 발사

STS-107은 컬럼비아 우주왕복선이 수행한 NASA 우주왕복선의 113번째 임무로, 2003년 1월 16일에 발사되어 15일간의 임무를 마치고 2003년 2월 1일 지구로 귀환하던 중 공중분해되는 사고가 발생해 탑승하고 있던 승무원 7명 전원이 사망했다. 이 사고로 인해 STS-107은 컬럼비아 우주왕복선의 마지막 임무가 되었다.
폭발 원인은 외부연료 탱크로부터 떨어져나간 열보호판이었다.

## 같이 보기
- 우주과학